# Арыказан, Бусе
Бусе Арыказан (тур. Buse Arıkazan, род. 8 июля 1994, Алтындаг, Анкара) — турецкая прыгунья с шестом. Двукратная чемпионка Исламских игр солидарности (2013, 2017). Чемпионка Балканских игр 2019 года. Пятикратная чемпионка Турции (2011, 2018, 2019, 2021, 2022). Трёхкратная чемпионка Турции в помещении (2017, 2019, 2020). Обладательница национальных рекордов Турции в прыжках с шестом на открытом воздухе и в помещении.

## Биография
Начала выступать за клуб «Enka SK» в 2010 году. Дебютировала на международной арене в 2012 году на чемпионате мира среди юниоров.

## Основные результаты
| Год  | Соревнования                    | Место проведения     | Место    | Результат |
| ---- | ------------------------------- | -------------------- | -------- | --------- |
| 2012 | Чемпионат мира среди юниоров    | Барселона, Испания   | 18 (кв.) | 3,95 м    |
| 2013 | Исламские игры солидарности     | Палембанг, Индонезия | 1        | 3,95 м    |
| 2013 | Средиземноморские игры          | Мерсин, Турция       | 8        | 3,95 м    |
| 2015 | Чемпионат Европы среди молодёжи | Таллин, Эстония      | 21 (кв.) | 3,85 м    |
| 2017 | Исламские игры солидарности     | Баку, Азербайджан    | 1        | 4,15 м    |
| 2018 | Средиземноморские игры          | Таррагона, Испания   | 5        | 4,21 м    |
| 2022 | Чемпионат Европы                | Мюнхен, Германия     | —        | NM        |
| 2023 | Чемпионат Европы в помещении    | Стамбул, Турция      | 19 (кв.) | 4,10 м    |